# Евфросина (харита)

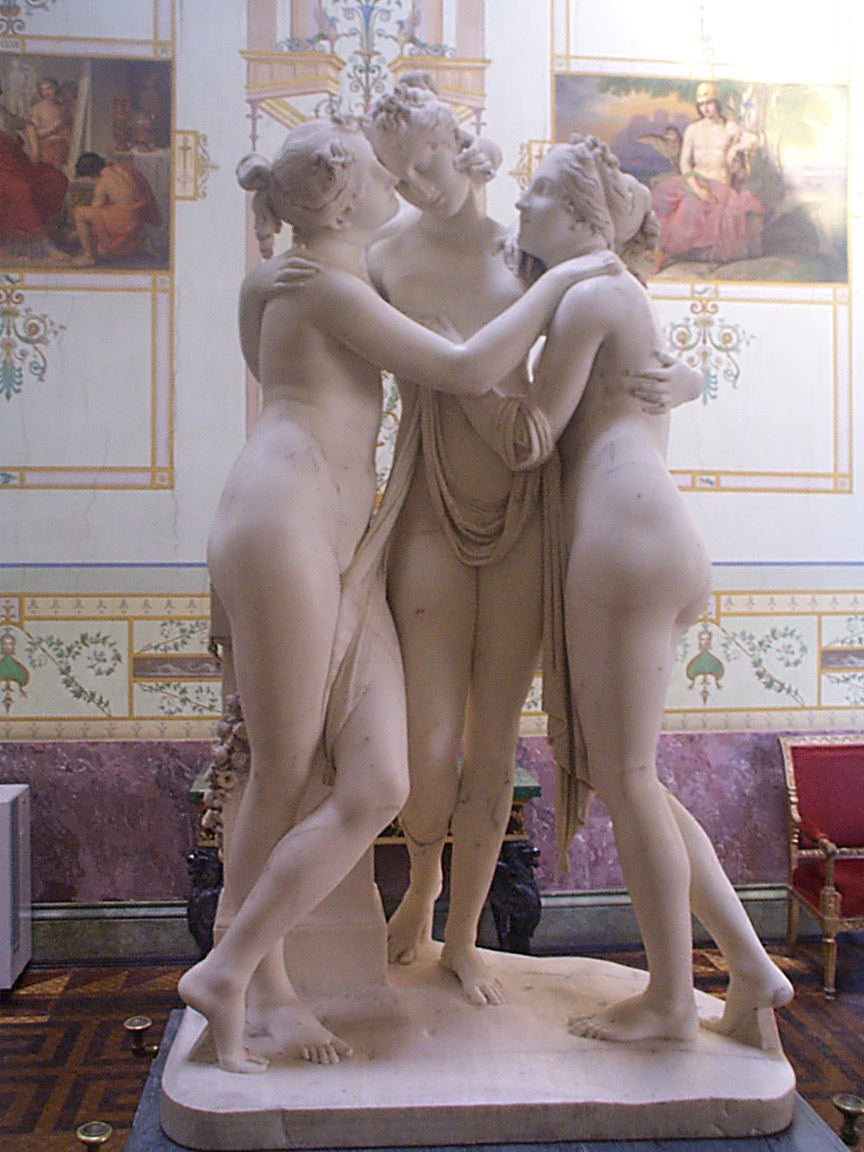
Евфросина (слева) со своими сёстрами на скульптуре «Три грации» в Эрмитаже, Санкт-Петербург

Евфроси́на, также Эвфимия (др.-греч. Εὐφροσύνη, лат. Euphrosyne «радость», либо «благомыслящая») — персонаж древнегреческой мифологии. Богиня Радости или Мирта, воплощение благодати и красоты.
Евфросина — харита, дочь Зевса (или Океана) и Евриномы. Сёстры хариты — Аглая и Талия. Древнегреческий поэт Пиндар утверждал, что хариты были созданы, чтобы заполнить мир приятными моментами и доброй волей. Согласно Гомеру, — «прислужницы Афродиты» и её спутника Эроса, любили танцевать в кругу под божественную музыку Аполлона вместе с нимфами и музами. Евфросина обычно изображается со своими сёстрами.
В честь мифологического персонажа назван астероид (31) Евфросина.